# Hyundai A
Hyundai A — дизельный двигатель внутреннего сгорания южнокорейской компании Hyundai Motors.

## A I
- Hyundai Starex (2002—2006)[7]
- Hyundai Porter (2006—2012)
- Kia Sorento (2002—2008)
- Kia Bongo (2006—2012)

## A II
- Hyundai Starex (2007—2021)
- Hyundai H350 (2014 — настоящее время)
- Hyundai Porter (2013 — настоящее время)
- Kia Sorento (2006—2008)[8]
- Kia Bongo (2013 — настоящее время)[9]